# Kaltensundheim
Kaltensundheim là một đô thị tại district Schmalkalden-Meiningen, trong Thüringen, nước Đức. Đô thị này có diện tích 11,78 km², dân số thời điểm 31 tháng 12 năm 2006 là 866 người.